# Strażnica WOP Świerże
Strażnica WOP Świerże – podstawowy pododdział graniczny Wojsk Ochrony Pogranicza pełniący służbę ochronną na granicy polsko-radzieckiej.

## Formowanie i zmiany organizacyjne
Strażnica została sformowana w 1945 w strukturze 31 komendy odcinka jako 145 strażnica WOP (Świerże) o stanie 56 żołnierzy. Kierownictwo strażnicy stanowili: komendant strażnicy, zastępca komendanta do spraw polityczno-wychowawczych i zastępca do spraw zwiadu. Strażnica składała się z dwóch drużyn strzeleckich, drużyny fizylierów, drużyny łączności i gospodarczej. Etat przewidywał także instruktora do tresury psów służbowych oraz instruktora sanitarnego.
17 listopada 1945 obsada 31 komendy odcinka, w tym 145 strażnica, wyjechała z Lublina do Włodawy. We Włodawie poszczególne strażnice przygotowywały się do objęcia ochrony granicy. W 1946 w 31 komendzie odcinka zaszły zmiany dyslokacyjne. 26 stycznia 1946 nad granicę wyszły pierwsze patrole ze 145 strażnicy Świerże.
W związku z reorganizacją oddziałów WOP w 1948, strażnica podporządkowana została dowódcy 23 batalionu OP. Od stycznia 1951 strażnica podlegała dowódcy 232 batalionu WOP.
Od 15 marca 1954 wprowadzono nową numerację strażnic. Strażnica WOP Uhrusk IV kategorii otrzymała numer 140

## Ochrona granicy
Sąsiednie strażnice:
144 strażnica WOP Zbereże ⇔ 146 strażnica WOP Dubienka – 1946

## Dowódcy strażnicy
- Jan Kanc– 1946[9]
- sierż. Henryk Krajewski (?-1952)